# Blue Blood and Red
Blue Blood and Red er en amerikansk stumfilm fra 1916 af Raoul Walsh.

## Medvirkende
- George Walsh som Algernon DuPont.
- Martin Kinney som Peterkin.
- Doris Pawn.
- James A. Marcus.
- Jack Woods.